# Apeadeiro de Arroteia
O Apeadeiro de Arroteia é uma interface ferroviária da Linha de Leixões, que serve nominalmente Arroteia, em Leça do Balio, no concelho de Matosinhos, em Portugal.

## Descrição

### Localização e acessos
Localizava-se junto do arruamento epónimo na localidade difusa de Arroteia, na antiga freguesia de Leça do Balio — a não confundir com a vizinha localidade similar de nome idêntico na antiga freguesia de São Mamede de Infesta, no mesmo concelho, também situada junto à Linha de Leixões, mas ao seu PK 9.

### Infraestrutura
No Directório da Rede 2026, o Apeadeiro de Arroteia possuí uma via única de circulação, com uma plataforma de 70 metros de extensão e 76 metros de altura. A plataforma situa-se do lado sudoeste da via (lado esquerdo do sentido ascendente, para Leixões).

## História
Este apeadeiro situa-se no lanço entre as estações de Contumil e Leixões da Linha de Leixões, que abriu à exploração no dia 18 de setembro de 1938.
Um diploma emitido pela Direcção-Geral de Caminhos de Ferro, e publicado no Diário do Governo n.º 47, Série III, de 27 de fevereiro de 1951, aprovou um projecto de aditamento aos quadros de distâncias quilométricas de aplicação nas linhas do Minho e Douro, apresentado pela Companhia dos Caminhos de Ferro Portugueses, e que incluiu a introdução da distância correspondente ao apeadeiro de Arroteia.
Esta interface figura ainda nos horários de 1984, contemplada (como o resto da linha) com duas circulações diárias em cada sentido, mas não consta já do elenco oficial publicado em 2011, tendo sido encerrada entretanto.
A sua reabertura foi projectada, mas nunca executada, no âmbito dos serviços de passageiros na Linha de Leixões, que decorreram entre 2009 e 2011. Caso tivesse sido reaberta, iria servir principalmente a unidade fabril da Efacec.
O apeadeiro voltou a entrar ao serviço a 9 de fevereiro de 2025, aquando da reabertura do serviço de passageiros da Linha de Leixões.